# نوح الأول
نوح بن نصر ، أو نوح الأول (ت 954) ، كان أمير السامانيين في 943-954. كان نجل نصر الثاني . يشاع أنه تزوج أميرة صينية. 

## اعتلاء السلطة
وصل نوح إلى السلطة بعد أن منع ثورة ضد والده عام 943. وخطط العديد من ضباط الجيش لاغتياله بسبب استياءه من دعم نصر للدعاة الإسماعيليين. بعد أن أُبلغ نوح بالمؤامرة، وصل إلى مأدبة أقيمت لتنظيم الاغتيال، واعتقل زعيم المتآمرين وقتله. لإرضاء الآخرين، وعد بوضع حد لأنشطة الإسماعيليين ، وأقنع والده بالتنازل عن العرش لصالحه.

## فتره حكم
بعد فترة وجيزة من صعود نوح، أُجبر على إخماد ثورة في خوارزم . وثبت تمرد آخر، أطلقه أبو علي جاقاني، على أنه أكثر خطورة بكثير، وكان مدعومًا من قبل العديد من الضباط السامانيين مثل أبو منصور محمد، الذي شغل منصب حاكم طوس . كان أبو علي، بالإضافة إلى كونه حاكم الولاية السامانية التابعة لجغانيان، والي خراسان منذ عام 939. في عام 945 ، تمت إزالته من المنصب الأخير من قبل نوح، الذي أراد أن يحل محله تركي اسمه إبراهيم بن سمجور . انضم أبو علي إلى عم نوح إبراهيم بن أحمد وتمرد.
في عام 947 ، سيطر إبراهيم على بخارى وتوج نفسه حاكمًا للإمبراطورية السامانية، مما أجبر نوح على الفرار إلى سمرقند . ومع ذلك، أثبت إبراهيم أنه لا يحظى بشعبية في المدينة، مما مكّن نوح من أسر عمه واثنين من إخوته وتعميهم. تم نهب عاصمة أبو علي في شاقانيان، ولكن في عام 948 تم إحلال السلام بين الاثنين، وتم تثبيت أبو علي حاكمًا لشاقانيان. بعد وفاة والي خراسان منصور بن قره تجين عام 952 ، استعاد أبو علي هذا المنصب أيضًا.
إزال نوح الأول أبو علي من حكم خراسان مرة ثانية بعد تلقي شكوى من فوشمغير، و الزياري حاكم طبرستان . كان نوح قد دعم فوشمغير سابقًا ؛ استحوذ الأخير على غورغان لفترة قصيرة بدعم من السامانيين، وبعد خسارته لصالح البويهيين ، استخدم الجيش الساماني لاستعادة غورغان وتبرستان في عام 947. تقاتل الزيارون، جنبًا إلى جنب مع السامانيين، والبويهيين في وقت لاحق على المنطقة على مدى السنوات القليلة المقبلة، حيث حصل كل جانب على سيطرة مؤقتة على المنطقة عدة مرات. فوشمغير، الذي كان حليفًا للسامانيين، كان سعيدًا عندما ذهب أبو علي إلى الحرب ضد البويهيين، لكنه غضب عندما عقد أبو علي السلام مع البويهيين من راي . شكواه، التي تتكون من اتهامات بأن أبو علي كان يتآمر مع البويهيين، أدى إلى قرار نوح بعزله. ثم فر أبو علي إلى البويهيين، وتلقى منحة من الخليفة المعطي للسيطرة على خراسان. منعه الموت عام 954 من حل هذه المشكلة. وخلفه ابنه عبد الملك الأول .